# Domingo Federico
Domingo Federico (Buenos Aires, 4 giugno 1916 – Rosario, 6 aprile 2000) è stato un compositore, direttore d'orchestra e attore argentino.
Inizia a dieci anni suonando il bandoneón, violino, sotto la guida del padre Francesco a Carmen de Patagones nel sud dell’Argentina, dove vivevano trasferiti da Buenos Aires, fino a che fanno ritorno nella capitale federale in tempo per iscrivere Domingo alle scuole secondarie.

## La carriera
Si perfeziona con Pedro Maffia. Entra nella sua prima orchestra nel 1932. Poi dirige l’"Orquesta de Señoritas", in cui c’era la sorella Nélida Federico, pure lei al bandoneon.
Suona con le orchestre di Alejandro Scarpino, Ricardo Luis Brignolo. Compie un salto in avanti in notorietà quando entra in quella di Juan Canaro, incidendo e partecipando a numerosi spettacoli.
Nell’orchestra di Miguel Caló, entra come 1° bandoneon assieme a Enrique Francini, Armando Pontier, Osmar Maderna è la "Orquesta de las Estrellas".

## Composizioni
Incontra Homero Expósito, con cui unendo musica e poesia scrivono:
- Al compás del corazón
- Yuyo verde
- Percal
- Tristezas de la calle Corrientes
- A bailar
- Yo soy el tango...

È stato direttore d’orchestra ed esecutore in diversi film. È stato anche direttore di commedie musicali, rappresentate nei teatri di Rosario, nel nord est dell’Argentina. È stato docente di Sociologia del tango; socio fondatore della SADAIC Sociedad Argentina de Autores y Compositores (Società Argentina degli autori e Compositori) Presidente del Consejo Panamericano de la Confederación Internacional de Sociedades de Autores y Compositores (CISAC); Presidente del Consejo Panamericano de Autores y Compositores.
Il 16 giugno 1943 debutta con la sua orchestra, assieme a molti cantanti: Carlos Vidal, Oscar Larroca, Armando Moreno, Enzo Valentino, Mario Bustos.
Registra oltre un centinaio di composizioni, ma ne sono rimaste solo diciotto matrici, pezzi oggi da collezione.
Nel 1957 si sposta definitivamente a Rosario, unendosi con Haydée Cardon. Aveva messo in piedi una grande orchestra con musicisti di spicco di Rosario e le voci di Rubén Sánchez e Rubén Maciel; è stato esecutore anche nel "Trío Saludos" in registrazioni radiofoniche e televisive per la Victor, Embassy, Rosafon, serate di ballo, teatri e musical.
Ha realizzato 45 giri per l’Argentina e paesi latino-americani; 120 recital in Giappone, come bandoneon nell’orchestra di Francisco Canaro nel 1961 e dirige il quintetto della milonga "A lo Pirincho".
Inoltre, poco prima di morire, all’età di 83 anni (aveva ancora la cattedra universitaria di bandoneon, prima ed unica nel mondo) stava registrando con la "Orquesta Juvenil de Tango" dell’Universidad Nacional de Rosario, che aveva fondato nel 1994 e si stava preparando per lo spettacolo del 30 aprile 2000, presso il Teatro El Círculo.

## Filmografía

### Attore
- Un tropezón cualquiera da en la vida (1949)
- El ídolo del tango (1949)
- Al compás de tu mentira (1950)
- El cantor del pueblo (1951)
- La historia del tango (1951) .... Eduardo Arolas
- La diosa impura (1963)

### Compositore
- Imitaciones peligrosas (1949)
- El morocho del Abasto: La vida de Carlos Gardel (1950)
- Embrujo en Cerros Blancos (1955)
- La diosa impura (1963)

### Compositore di colonne sonore
- La muerte flota en el río (1956)

### Direttore d'orchestra
- Otra cosa es con guitarra (1949)
- El cantor del pueblo (1951)